# Gorjansko
Gorjansko – wieś w Słowenii, w gminie Komen. W 2018 roku liczyła 283 mieszkańców.